# Porta NAND
| ENTRADA | ENTRADA | SORTIDA  |
| A       | B       | A NAND B |
| 0       | 0       | 1        |
| 0       | 1       | 1        |
| 1       | 0       | 1        |
| 1       | 1       | 0        |

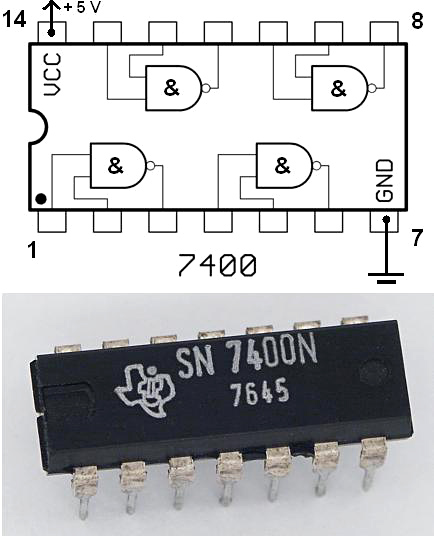
El xip TTL 7400 chip,conté quatre NANDs. Un dels dos pins addicionals està connectat a alimentació (+5 V) i l'altre a massa.

L'operació NAND, representada per "|" o "↑", en les funcions booleanes o càlcul proposicional, representa una operació lògica equivalent a la negació de la conjunció, expressat en llenguatge informal com a "no ambdós". També és anomenada la negació alternativa, ja que comprova que almenys uns dels dos operands és fals. En àlgebra booleana i electrònica digital també es coneix coma operació NAND ("not and").
Igual que la seva dual, l'operació NOR, l'operació NAND es pot implementar en ella mateixa sense utilitzar cap altre operador lògic, per a constituir un sistema formal lògic. Aquesta propietat fa la porta NAND crucial per l'electrònica digital moderna, incloent el seu ús en memòries flash NAND i en el disseny de processadors. Els sistemes digitals que utilitzen alguns circuits complicats aprofiten la funcionalitat completa de la porta NAND. En expressions lògiques complicades, normalment escrites en termes d'altres funcions lògiques com ara la conjunció lògica (AND), la disjunció lògica (OR), i la negació (NOT), escrivint-les en termes només de NAND abarateix la implementació, perquè aquests circuits utilitzant portes NAND produeix un resultat més compacte que les alternatives.
Les portes NAND també es poden fabricar amb més de dues entrades, generant una sortida BAIXA si totes les entrades són ALTES, i una sortida ALTA si qualsevol de les sortides és BAIXA. Aquest tipus de portes per tant operen com a operadors n-aris en comptes de senzills operadors binaris. Algebraicament, aquests es poden expressat com la funció NAND(a, b, ..., n), que és lògicament equivalent a NOT(a AND b AND ... AND n).

## Definició
L'operació NAND és una operació lògica sobre dos valors lògics, típicament els valors de dues proposicions, que produeix un valor de fals si i només si ambdós operands són certs. En altres paraules, produeix un valor de cert si i només si almenys un dels dos operands és fals.

### Taula de la veritat
La taula de veritat de p NAND q (també representat per p | q o p ↑ q) és la següent:
| p | q | ↑ |
| - | - | - |
| C | C | F |
| C | F | C |
| F | C | C |
| F | F | C |

## Propietats
La NAND no posseeix cap de les següents cinc propietats, que defineixen com a completament funcionals als operadors als quals els en manca almenys una: preservació de la veritat, preservació de la falsedat, linealitat, monotonicitat, autodualitat.

## Símbol
Una manera d'expressar p NAND q és {\displaystyle {\overline {p\cdot q}}}, on el símbol {\displaystyle \cdot } significa AND i la línia sobre l'expressió significa NOT, la negació lògica de l'expressió.
Hi ha tres símbols per a les portes NAND: el símbol 'distintiu', el 'rectangular' i el 'DIN'.
|                 |            |            |
| Símbol MIL/ANSI | Símbol IEC | Símbol DIN |

## Introducció, eliminació, i equivalències
L'operació NAND, o "|", és equivalent a la negació de la conjunció:
{\displaystyle P|Q\equiv \neg (P\wedge Q)}
Expressats en termes de NAND, els operadors habituals de la lògica proposicional són:
| "no p" és equivalent a "p NAND p"                    | {\displaystyle \neg P\equiv P\|P,}                             |
| "p i q" és equivalent a "(p NAND q) NAND (p NAND q)" | {\displaystyle P\wedge Q\equiv (P\|Q)\|(P\|Q),}                |
| "p o q" és equivalent a "(p NAND p) NAND (q NAND q)" | {\displaystyle P\vee Q\equiv (P\|P)\|(Q\|Q),}                  |
| "p implica q" és equivalent a "p NAND (q NAND q)"    | {\displaystyle P\rightarrow Q\equiv P\|(Q\|Q)\equiv P\|(P\|Q)} |

## Implementacions
La porta NAND té la propietat de completesa funcional. Això vol dir, que qualsevol altra funció lògica (AND, OR, etc.) pot ser implementada mitjançant tan sols portes NAND. Un processador sencer pot ser creat usant tan sols portes NAND.
|  |  |  |  |

### Alternatives
Si no es disposa de portes NAND, aquestes es poden implementar mitjançant portes NOR.
| Construcció mitjançant portes NOR |
| --------------------------------- |
|                                   |